# 大里広次郎

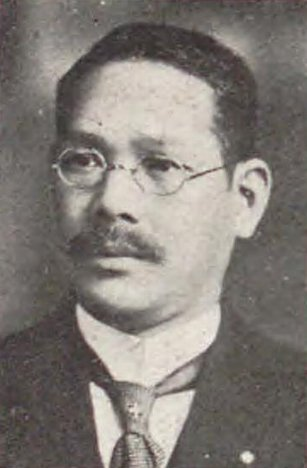
大里広次郎

大里 広次郎（おおさと ひろじろう、1875年（明治8年）10月11日 – 1955年（昭和30年）2月28日）は、衆議院議員（憲政会→立憲民政党）。内科医。

## 経歴
福岡県穂波郡飯塚町（現在の飯塚市）に福間嘉七郎の四男として生まれ、大里文龍の養子となった。1898年（明治21年）に第五高等学校医学部を卒業し、東京帝国大学医科大学に学んだ。福岡県立病院医員、嘉穂郡郡医となり、大阪病院を開業した。さらに飯塚保健組合病院長を務め、嘉穂郡医師会長、福岡県医師会長、九州連合医師会長を歴任した。また教育者としても飯塚高等女学校長、嘉穂看護婦学校長、九州医学専門学校理事・評議員となった。その他、九州自動車株式会社取締役を務めた。
福岡県会議員、同参事会員を経て、1924年（大正13年）の第15回衆議院議員総選挙で当選。第16回、第17回でも再選を果たした。

## 親族
- 大里俊吾 - 婿養子。内科医学者。金沢医科大学教授。福島県立医科大学学長。
- 大里外誉郎 - 孫（大里俊吾の子）。ウイルス学者。北海道大学教授。